# Alan Pinheiro
Alan Pinheiro (nacido el 13 de mayo de 1992) es un futbolista brasileño que se desempeña como delantero. Actualmente está sin equipo.

## Trayectoria

### Clubes
| Club              | País   | Año         |
| ----------------- | ------ | ----------- |
| Vitória           | Brasil | 2012 - 2015 |
| Ceará             | Brasil | 2013        |
| Kawasaki Frontale | Japón  | 2013        |
| ASA               | Brasil | 2014        |
| Tokyo Verdy       | Japón  | 2015 - 2021 |